# Paul Ramdohr

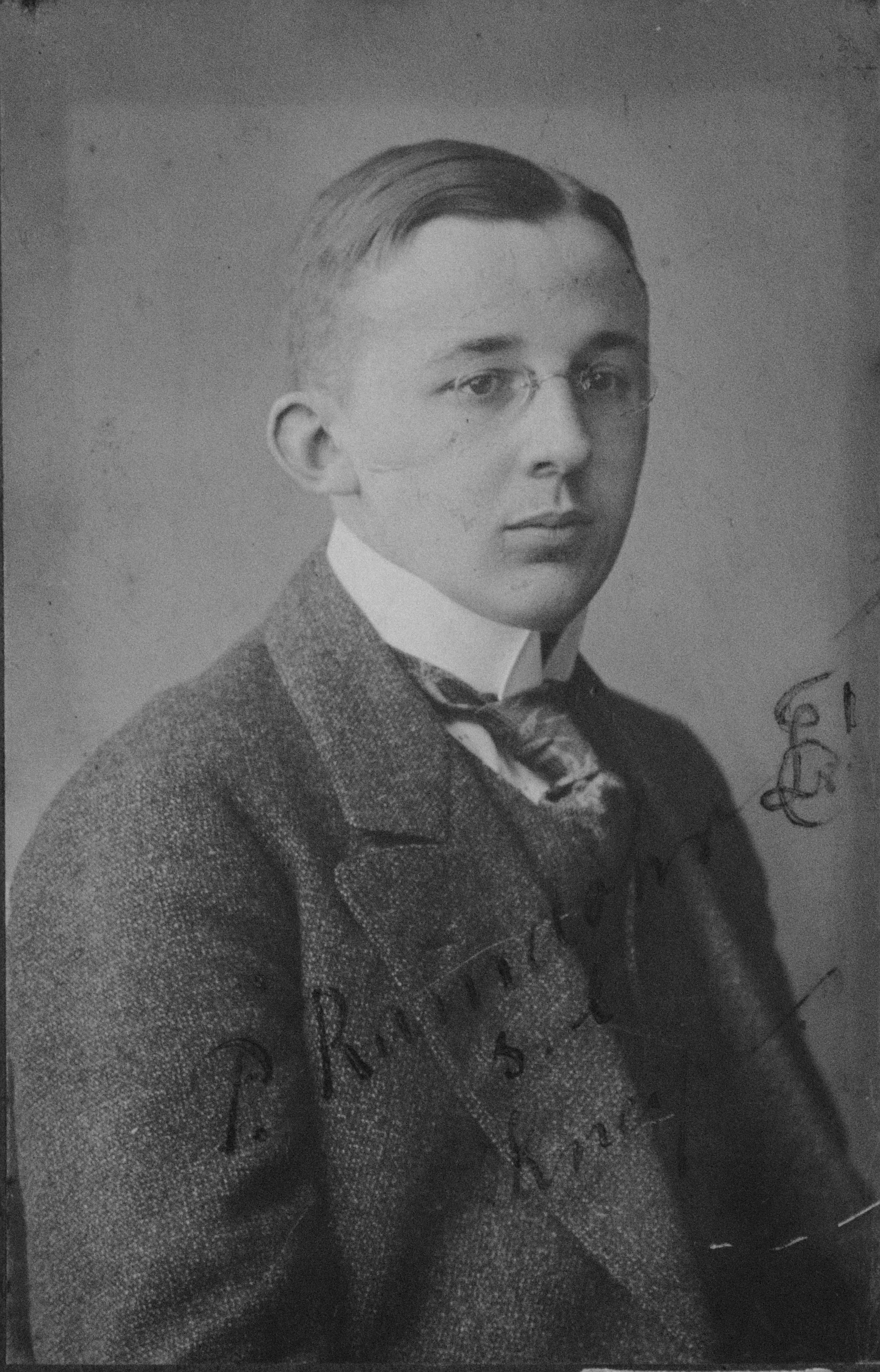
Paul Ramdohr als Student

Paul Ramdohr (* 1. Januar 1890 in Überlingen; † 8. März 1985 in Weinheim) war ein deutscher Mineraloge, Lagerstätten-Forscher und ein Pionier der Erz-Mikroskopie.

## Leben
Paul Georg Carl Wilhelm Friedrich Ramdohr war der Ururenkel von Johann Gottlieb Ramdohr (1741–1785) aus dem Ascherslebener Zweig der mitteldeutschen Familie Ramdohr. Paul Ramdohr wurde als Sohn des Apothekers Paul Albert Johannes Ramdohr und der Weingutsbesitzer-Tochter Louise Pauline Ramdohr, geb. Goebel, aus Westhofen 1890 in Überlingen geboren. Nach dem Umzug nach Darmstadt, wo sein Vater 1901 die  Einhorn-Apotheke gekauft hatte, Schulbesuch im Ludwig-Georgs-Gymnasium in Darmstadt und Studium an der Ruprecht-Karls-Universität Heidelberg ab 1909. Hier trat Ramdohr der Studentenverbindung Leonensia bei. Ramdohr promovierte dann erst 1919 in Göttingen bei Otto Mügge mit einer Dissertation über Basalte der Blauen Kuppe bei Eschwege, da sich die Arbeit an der Promotion durch seine Teilnahme am Ersten Weltkrieg verzögert hatte. Kurze Zeit später folgte die Habilitation bei Wilhelm Bruhns an der Bergakademie Clausthal mit seiner Arbeit über Gabbros im Gebiet Böllstein/Brombachtal (Böllsteiner Odenwald).
Nach einer vierjährigen Amtszeit als Privatdozent für Mineralogie und Petrografie an der Bergakademie Clausthal, bei der sein Interesse an Lagerstättenkunde und mikroskopischen Untersuchung von Erzanschliffen geweckt wurde und die sein weiteres Wirken bestimmte, folgte er 1926 dem Ruf an die Technische Hochschule Aachen und erhielt dort einen Lehrstuhl für Mineralogie, Petrografie und Lagerstättenlehre. 1929 nahm Ramdohr am Internationalen Geologen-Kongress in Pretoria teil und verband dies mit ausgedehnten Forschungsreisen in Südafrika. 1930 bereiste er die USA und besichtigte hier zahlreiche Gruben. Auch Australien war vor seinem Forscherdrang nicht sicher.
Dies trug ihm unter anderem den Spitznamen „Trüffelschwein“ ein, was seinem großen Talent, auf Halden und in Gruben seltene und schöne Minerale regelrecht zu riechen, Rechnung trägt. In einer Festansprache für den Geologen-Kongress in Pretoria beklagte sich Professor Shand scherzhaft über die Sammelleidenschaft von Paul Ramdohr und über einen diesbezüglichen Alptraum. Shand sagte: „Er wollte mit Studenten eine Exkursion ins Bushveld machen, hatte aber nur ein Schild gefunden mit der Aufschrift ‚Hier stand das Bushveld, bevor es Ramdohr nach Deutschland mitnahm‘.“
1934 verließ Ramdohr die Aachener Hochschule und wechselte an die Friedrich-Wilhelms-Universität zu Berlin. Karl Hugo Strunz war in Berlin von 1935 bis 1950 sein Assistent. Am 24. März 1941 beantragte er die Aufnahme in die NSDAP und wurde zum 1. April desselben Jahres aufgenommen (Mitgliedsnummer 8.737.087).
Nach Ablehnung eines Rufs nach Australien wechselte Paul Ramdohr 1951 nach Heidelberg, wo er an der dortigen Universität den Lehrstuhl für Mineralogie erhielt, den er bis zu seiner Emeritierung 1958 innehatte.
Danach wandte Ramdohr sich einem neuen Gebiet zu, der Untersuchung von Meteoriten. Er führte diese Untersuchungen am Max-Planck-Institut für Kernphysik in Heidelberg durch, wo eine Arbeitsgruppe von Physikern Meteoritenforschung betrieb. Er studierte vor allem die Erzmikroskopie der Steinmeteorite, entdeckte mehrere neue Minerale und beschrieb als Erster genauer die Paragenesen vieler meteoritischer Erzminerale.
Ein Fragment des in Australien gefundenen „Mundrabilla“-Eisenmeteoriten (Mundrabilla II) ließ Paul Ramdohr durch ein in Adelaide zu Besuch weilendes deutsches Marineschiff mit Genehmigung der Behörden in den 1960er Jahren nach Deutschland holen. Der nicht ganz 6 Tonnen schwere Meteorit wurde im Max-Planck-Institut in Heidelberg zersägt. Eine Scheibe gelangte so nach Moskau und eine weitere nach London für weitere Forschungen.
Nach der ersten Mondlandung schickte die NASA ihm als einzigem deutschen Mineralogen Mondgestein zur Untersuchung.
Paul Ramdohr war verheiratet und Vater von vier Söhnen und einer Tochter. Er starb im Weinheimer Stadtteil Hohensachsen und wurde am 13. März 1985 in den Ausläufern des Odenwalds beerdigt. Der Stadtrat und ehemalige Bürgermeister von Hohensachsen von 2001 bis 2004, Otfried Ramdohr (SPD), ist ein direkter Nachkomme von ihm.

## Werke
- 1926: Kristallographie, Göschen-Band zusammen mit Willy Bruhns.
- 1931–1934: Lehrbuch der Erzmikroskopie. Band 1 und 2 zusammen mit Hans Schneiderhöhn.
- 1936: Lehrbuch der Mineralogie zusammen mit Friedrich Klockmann.
- 1924: Beobachtungen an opaken Erzen.
- 1928: Über den Mineralbestand und die Strukturen der Erze des Rammelbergs.
- 1948: Lehrbuch der Mineralogie. 13. Auflage zusammen mit Klockmann.
- 1950: Die Erzmineralien und ihre Verwachsungen. 1. Auflage.
- 1954: Lehrbuch der Mineralogie. 14. Auflage zusammen mit Klockmann.
- 1954: Mineral- und Erzlagerstättenkunde. Band 1 und 2 zusammen mit Heinrich Huttenlocher.
- 1955: Petrografie. Göschen-Band 4. Auflage.
- 1965: Kristallographie. Göschen-Band.
- 1969: The ore minerals and their intergrowth.
- 1973: The opaque minerals in stony meteorites.
- 1975: Die Erzmineralien und ihre Verwachsungen. 4. Auflage.
- 1978: Klockmanns Lehrbuch der Mineralogie 16. Auflage zusammen mit Karl Hugo Strunz.
- 1980: The ore minerals and their intergrowth. 2nd Edition (Englische Übersetzung der 4. Auflage).

## Ehrungen
Friedrich Ahlfeld beschrieb 1930 ein neues Sulfid-Mineral und gab ihm zu seinen Ehren den Namen Ramdohrit.
1990 wurde anlässlich Ramdohrs 100. Geburtstages im Mineralogischen Institut von Aachen eine von Professor Kindermann geschaffene Bronze-Büste eingeweiht.
Paul Ramdohr zu Ehren stiftete die Deutsche Mineralogische Gesellschaft (DMG) den jährlich an junge DMG-Mitglieder (unter 32 Jahre) vergebenen Paul-Ramdohr-Preis. Der Preis besteht aus zwei Teilen für den besten Vortrag und den besten Posterbeitrag und ist mit jeweils 500 Euro dotiert. Zwischen 1992 und 1994 wurde dieser Preis eingerichtet und aus Mitteln der Paul-Ramdohr-Stiftung bezahlt.

### Ehrendoktorwürden
- 1955: Dr.-Ing. E. h. (TU Berlin)
- 1960: Dr. rer. nat. h. c. (RWTH Aachen)
- 1968: Ph. D. Es. Sci. (Universität Nancy)
- 1969: Dr. rer. nat. h. c. (TU Clausthal)
- 1973: Dr.-Ing. de Minas, h. c. (Madrid)

### Preise und Medaillen
- 1936: Mitglied der Leopoldina
- 1937: Mitgliedschaft in der Preußischen Akademie der Wissenschaften
- 1936–1947: Vorsitzender der Deutschen Mineralogischen Gesellschaft
- 1951: Mitgliedschaft in der Heidelberger Akademie der Wissenschaften
- 1962: Roebling-Medaille der Mineralogical Society of America
- 1965–1985: Ehrenpräsidentschaft der Gesellschaft der Lagerstättenforschung (SGA)
- 1970: Georg Agricola-Denkmünze
- 1970: Großes Verdienstkreuz mit Stern
- 1978: Penrose Gold Medal der Society of Economic Geologists
- 1979: Leonard Medaille